# Rafael Jofresa
Rafael Jofresa Prats, né le 2 septembre 1966 à Barcelone, Catalogne, est un joueur espagnol de basket-ball.

## Club
- 1983-1996 :  Joventut Badalona
- 1996-1998 :  FC Barcelone
- 1998-1999 :  CB Girona
- 2000-2003 :  Joventut Badalona
- 2003-2004 :  CB Girona

## Palmarès

### Club
compétitions internationales
- Vainqueur de la Coupe des clubs champions 1994
- Finaliste de Coupe des clubs champions 2 et 1997
- Vainqueur de la Coupe Korać 1990
- Finaliste de Coupe des Coupes1988

 compétitions nationales 
- Champion d'Espagne 1991, 1992, 1997
- Vainqueur de la Coupe des Asturies 1987, 1989, 1991

### Sélection nationale
Championnats d'Europe
- Médaille de bronze des Championnats d'Europe 1991 à Rome, Italie

Autres
- Médaille de bronze aux Universiade de Zagreb en 1987
- Médaille d'argent au championnat d'Europe junior de Tubingen 1983